# Minbaşı
Minbaşı è un comune dell'Azerbaigian situato nel distretto di Sabirabad. Conta una popolazione di 626 abitanti.